# Museo-cuevas del Sacromonte
Le Museo-cuevas del Sacromonte (musée-grottes du Sacromonte), ou Centro de Interpretación del Sacromonte (centre d'interprétation du Sacromonte), est un écomusée et un musée d'ethnologie situé dans le Barranco de los Negros, près du sommet de la colline du Sacromonte, dans la ville de Grenade, en Espagne.

## Histoire
Le Museo-cuevas del Sacromonte est un musée privé.

## Structure
Le musée prend la forme d'une vaste esplanade plantée d'arbres et de plantes variées, autour de laquelle court la paroi de la colline. Dans la paroi est creusée une série de petites grottes aménagées aux parois peintes en blanc et qui forment autant de salles. Le musée aborde les principaux aspects naturels et culturels du Sacromonte. Le musée couvre environ 5000 m².
Les aspects naturels comprennent l'histoire géologique de la colline, sa faune et sa flore, présentées notamment par le biais d'un jardin botanique traditionnel, de plantes aromatiques et d'un étang. Des panneaux explicatifs et des étiquettes disposés à proximité des plantes fournissent des informations sur les végétaux eux-mêmes et sur leur culture dans la région. Quelques panonceaux présentent aussi de courts poèmes consacrés aux plantes.
Le versant ethnologique du musée est présenté dans les grottes. Il s'intéresse à l'habitat troglodytique dans la région depuis la Préhistoire jusqu'à nos jours et présente surtout en détail la culture des gitans, dont le Sacromonte est le quartier historique à Grenade. Le mode de vie, les artisanats et les arts gitans sont présentés en détail : une habitation, une écurie, une cuisine, et des salles consacrées à la vannerie, à la forge, à la céramique, au tissage. Le flamenco et son histoire, très liée à la culture gitane, font l'objet de plusieurs panneaux.
La fin du parcours donne accès au Barrenco de los Negros proprement dit et à un point de vue sur la colline de l'Alhambra depuis le Sacromonte. Cette partie du musée est consacrée à la géologie et à la climatologie de la vallée du Darro et des collines de Grenade.

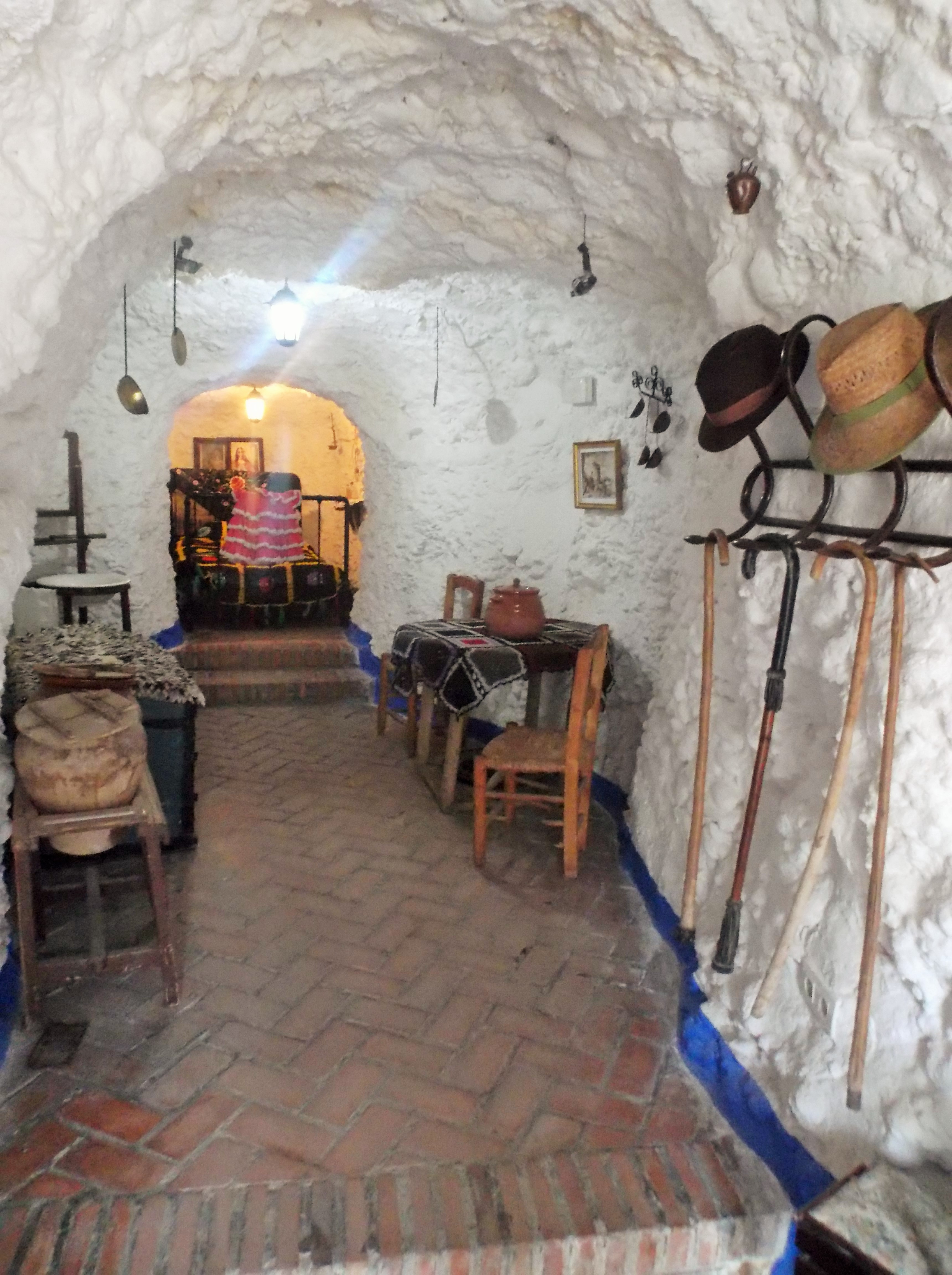
Habitation gitane.
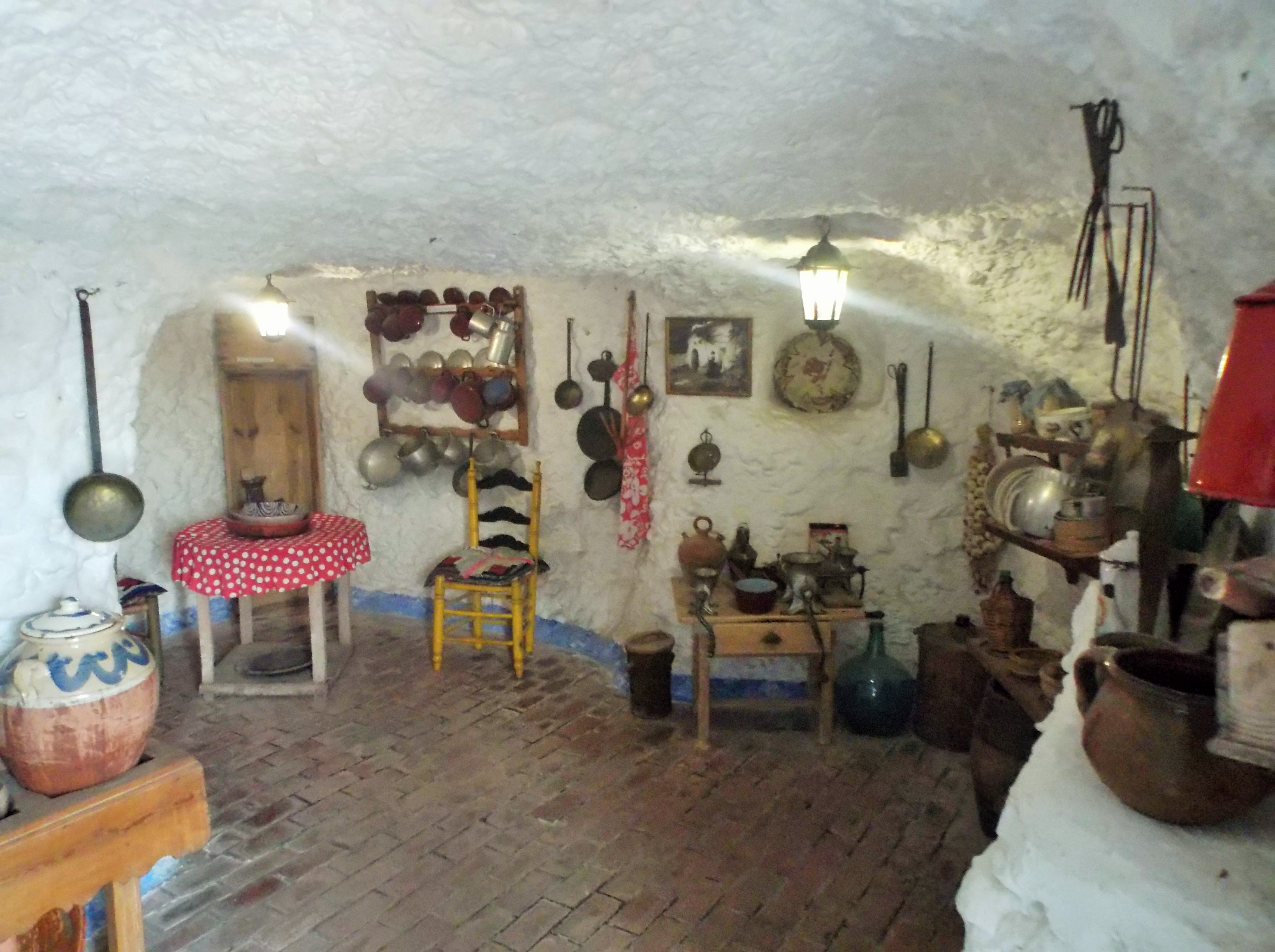
Cuisine gitane.
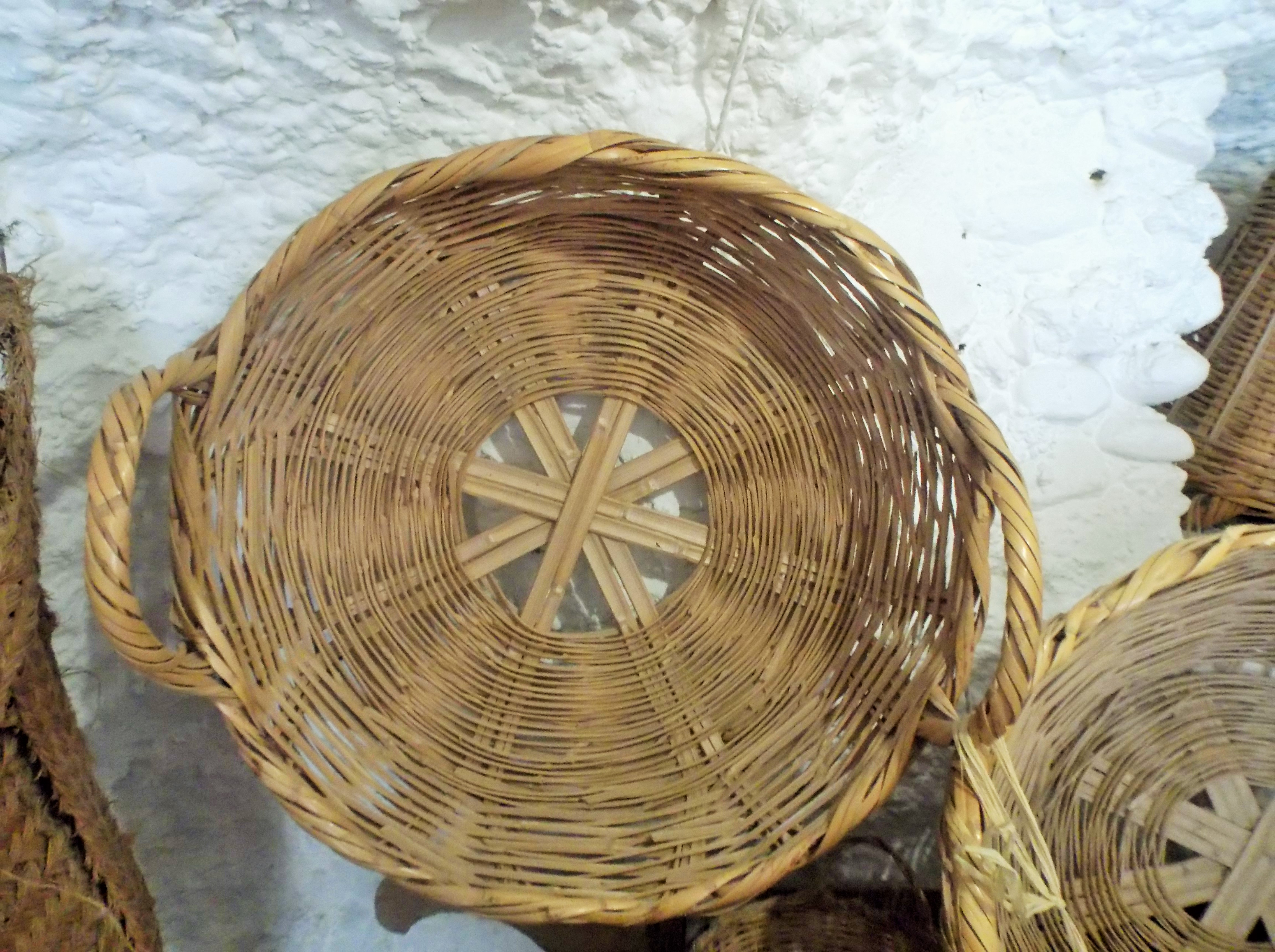
Objets de vannerie.
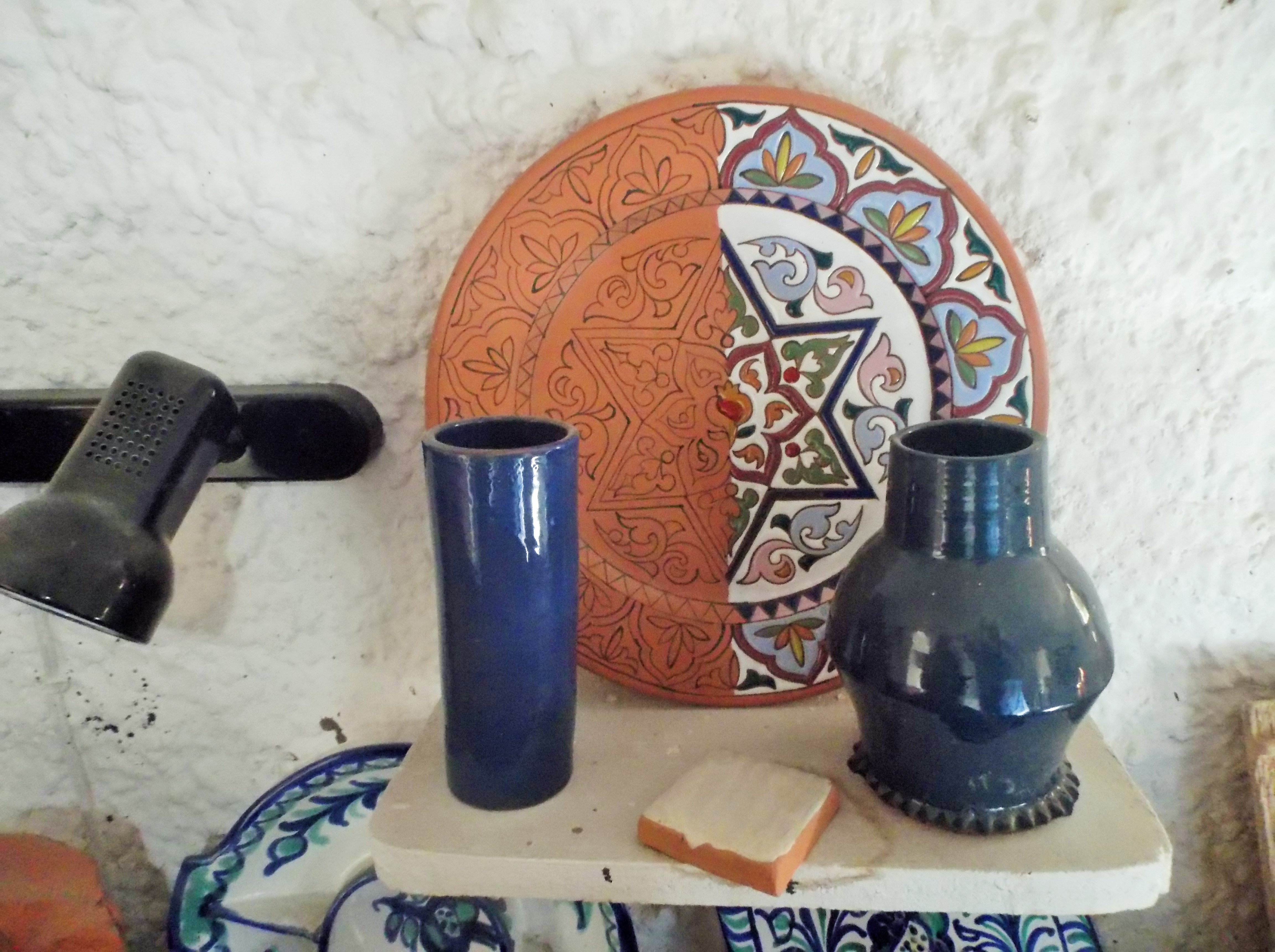
Salle de la céramique.

## Événements
Outre des visites guidées et des visites-promenades sur le Sacromonte, le musée organise régulièrement des événements et animations culturelles, notamment des projections de films et des spectacles de flamenco.

## Fréquentation
D'après des statistiques établies en septembre 2014, le musée recevait environ 20 000 visiteurs par an, notamment des Européens, des Coréens et des Américains.